# Dischistodus prosopotaenia
Dischistodus prosopotaenia és una espècie de peix de la família dels pomacèntrids i de l'ordre dels perciformes.

## Morfologia
Els mascles poden assolir els 17 cm de longitud total.

## Distribució geogràfica
Es troba des de les Illes Nicobar fins a Vanuatu, les Illes Ryukyu, el nord-oest d'Austràlia i la Gran Barrera de Corall.